# Vườn quốc gia Doñana
Vườn quốc gia Doñana nằm ở Andalusia, thuộc các tỉnh Huelva, Sevilla và Cádiz với tổng diện tích ban đầu 337,41 km ²,sau khi được mở rộng thêm vào năm 2005 diện tích tăng lên 543 km ². Đây là một khu vực đầm lầy, suối cạn, và cồn cát ở cửa sông Las Marismas, Guadalquivir nơi đổ ra Đại Tây Dương. Vườn quốc gia được thành lập vào năm 1963 khi Quỹ Động vật Hoang dã Thế giới (WWF) cùng với chính phủ Tây Ban Nha đưa một phần vùng đầm lầy.
Năm 1994, UNESCO công nhận vườn quốc gia trên là di sản thế giới, một khu dự trữ sinh quyển, một vùng đất ngập nước có tầm quan trọng trong Công ước Ramsar. Nơi đây là nơi sinh sống của 8 loài cá, 10 loài lưỡng cư, 19 loài bò sát, 30 loài động vật có vú và 360 loài chim trong đó có 5 loài đang bị đe dọa.
Vườn quốc gia có sự một sự đa dạng sinh học duy nhất tại châu Âu, mặc dù một số vùng cũng có điểm tương đồng như Camargue (một vùng ngập nước ở miền Đông nam nước Pháp). Điểm nổi bật chính là vì Doñana bao gồm nhiều hệ sinh thái, nơi trú ẩn cho các loài động vật hoang dã bao gồm: các loài chim di trú từ châu Âu, châu Phi như vịt đầu trắng, vịt cẩm thạch, diệc.. với số lượng lên đến 500.000 cá thể; Ngoài ra, đây cũng là mái nhà của rất nhiều loài động vật quý hiếm như: Kền kền đen, chim Cắt cổ nâu đỏ, nai, heo rừng,lửng châu Âu, cầy Ai Cập... và các loài có nguy cơ tuyệt chủng như Đại bàng hoàng đế Tây Ban Nha, Linh miêu Iberia...

## Hình ảnh

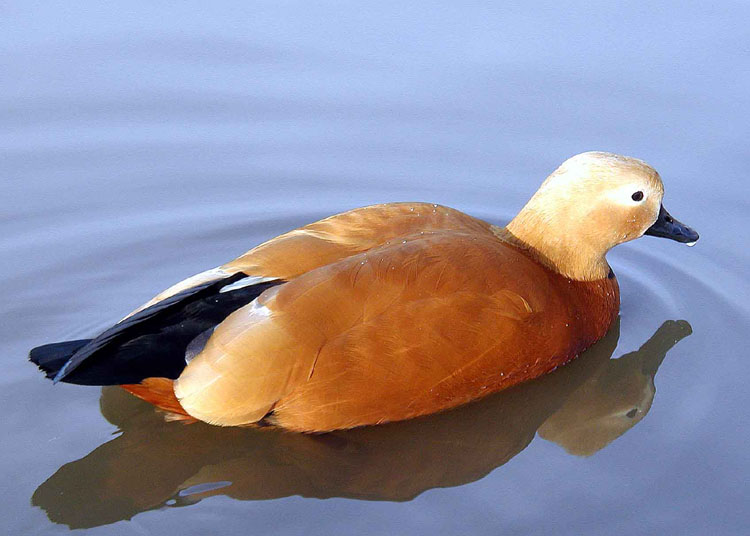
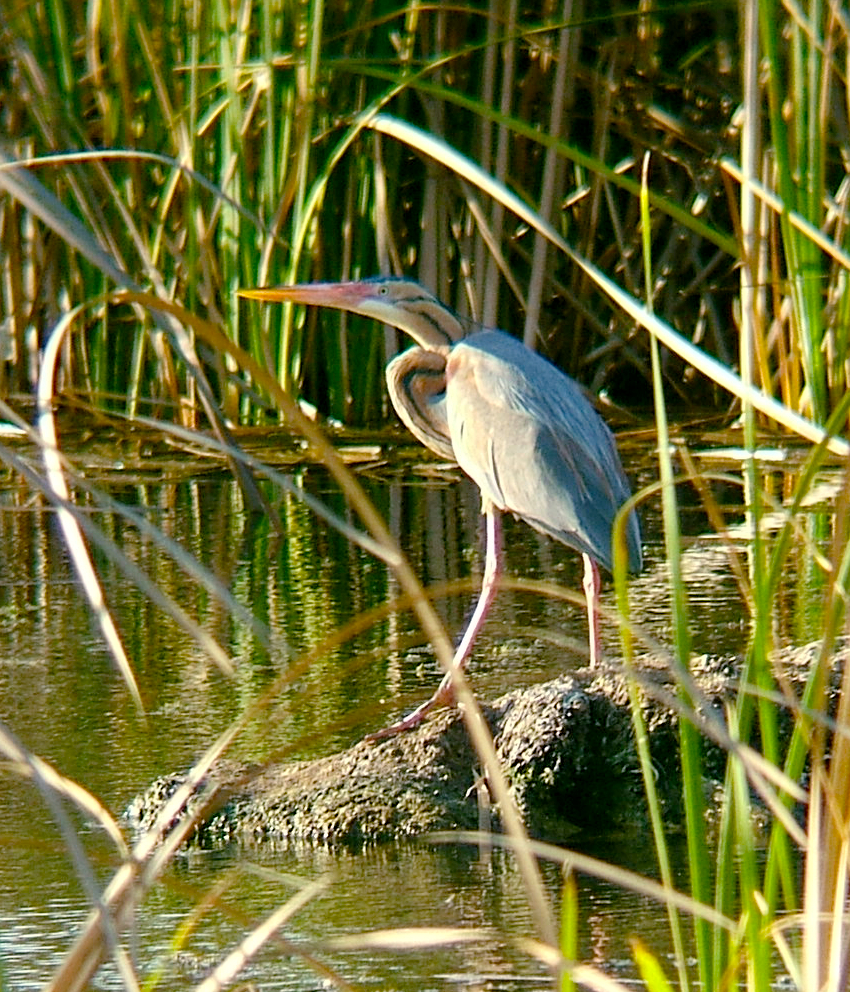
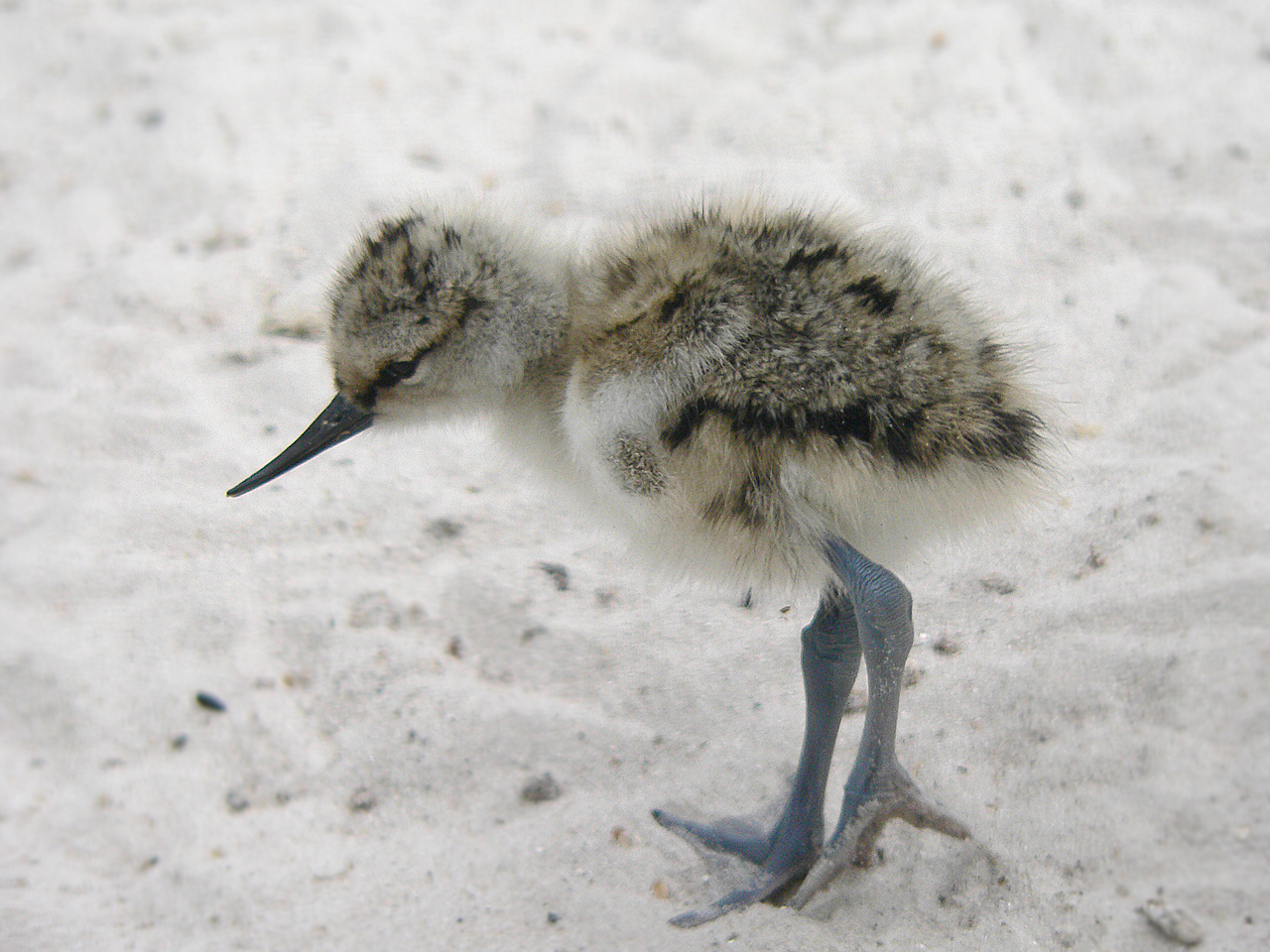
chim Avocet
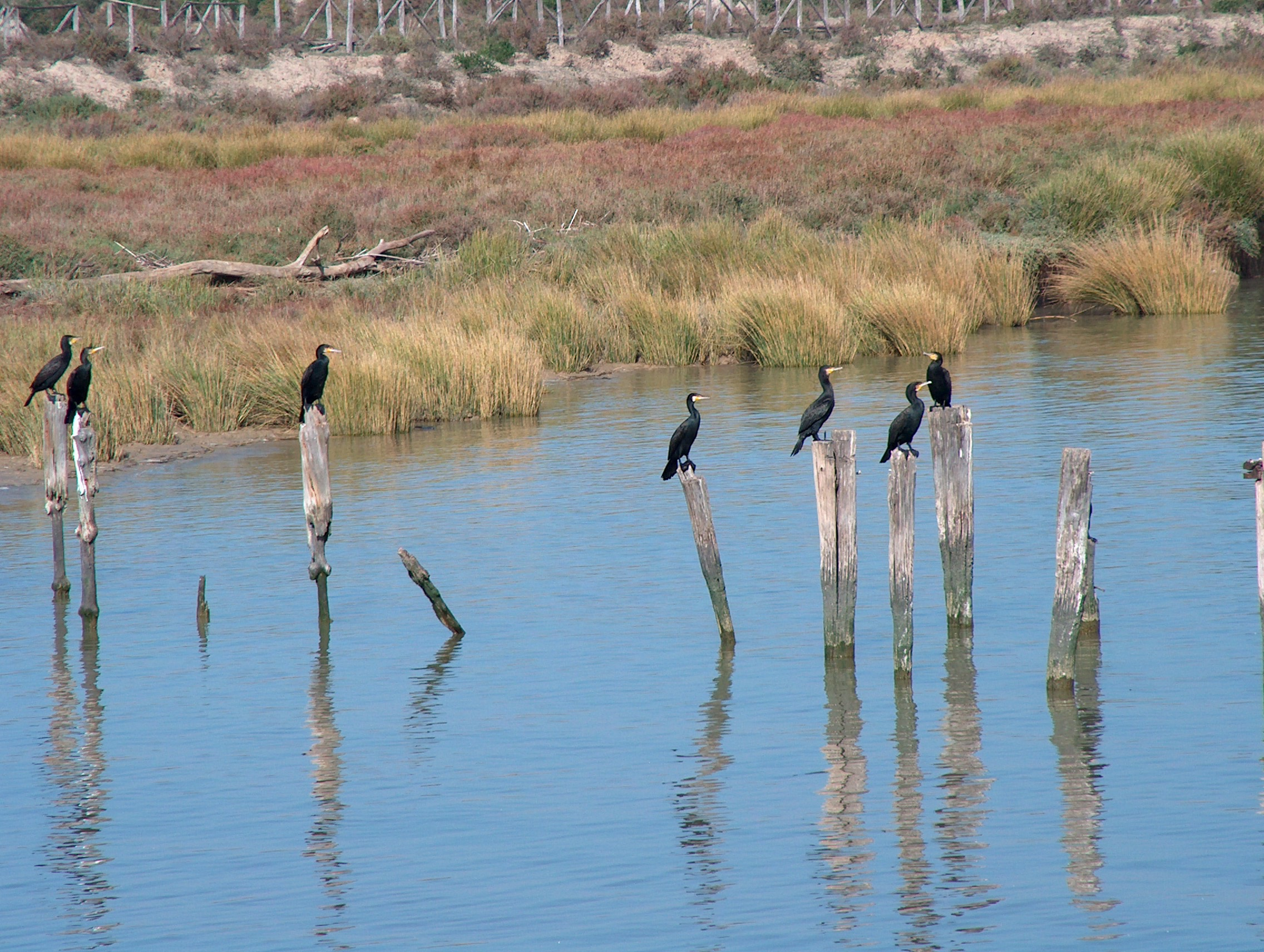
chim cốc tại bờ sông Guadalquivir.
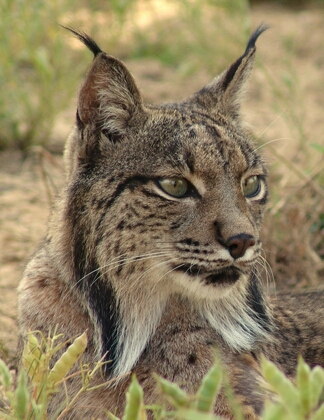
Linh miêu Iberia